# Odwzorowanie walcowe równoodległościowe

Odwzorowanie cylindryczne równoodległościowe na satelitarnej mapie świata

Odwzorowanie walcowe równoodległościowe – odwzorowanie walcowe, w którym punkty o równej odległości od równika na kuli ziemskiej są w równej odległości od równika na mapie.
Ponieważ odległość od równika to po prostu szerokość geograficzna, daje to wyjątkowo proste wzory:
{\displaystyle x=\alpha \beta (\lambda -\lambda _{0}),}
{\displaystyle y=\alpha \phi ,}
gdzie:
{\displaystyle \lambda } – długość geograficzna,
{\displaystyle \phi } – szerokość geograficzna,
{\displaystyle \lambda _{0}} – południk przechodzący przez środek mapy,
{\displaystyle \alpha } – stała skalowania mapy,
{\displaystyle \beta } – stała determinująca proporcję wymiaru pionowego do poziomego.
Zależnie od wybranych proporcji minimalizuje się deformację na pewnej szerokości geograficznej. Żeby zminimalizować deformacje w okolicach {\displaystyle \phi _{0}} należy przyjąć:
{\displaystyle \beta =\cos \phi _{0}.}
Wzory odwrotne to:
{\displaystyle \lambda =\lambda _{0}+{\frac {x}{\alpha \beta }},}
{\displaystyle \phi ={\frac {y}{\alpha }}.}